# Engel Peaks
Die Engel Peaks sind eine Gruppe dreier bis zu 1460 m hoher Berge an der Wilkins-Küste des Palmerlands auf der Antarktischen Halbinsel. Sie verteilen sich 24 km westlich des Kap Rymill in nordwest-südöstlicher Ausrichtung über eine Länge von 6 km.
Der australische Polarforscher Hubert Wilkins fotografierte sie 1928 aus der Luft. Weitere Luftaufnahmen entstanden bei der United States Antarctic Service Expedition (1939–1941), deren Teilnehmer sie auch bei einer Exkursion per Hundeschlitten entlang der Wilkins-Küste erkundeten. Erneut gesichtet wurden sie bei der US-amerikanischen Ronne Antarctic Research Expedition (1947–1948), deren Expeditionsleiter Finn Ronne die Benennung vornahm. Namensgeber ist Bud Engel, Leiter von Albert Richard, einem Tochterunternehmen des Bekleidungsherstellers Fried-Ostermann aus Milwaukee, welcher Ronnes Expedition Winterbekleidung zur Verfügung stellte.